# 搜神记
《搜神记》是晋代宝搜集撰寫的记录神仙鬼怪的著作，為魏晉南北朝時期志怪小說的代表。

## 概述
《搜神记》僅存輯本，共分二十卷，主要是搜集各种民间关于鬼怪、奇跡、神异以及神仙方士的传说，也有採自正史记载的祥瑞、异变等情况，其中不乏情节重复的故事，每个故事的叙述非常简短，文学水平也不是非常出色，但对中国后世的传奇小说发展影响很大，之后很多传奇小说如唐人传奇、《聊斋志异》等的写作方法皆與《搜神记》相似。胡震亨在《搜神記引》稱：“余得《搜神記》及《搜神後記》讀之，乃知晉德不勝怪而底於亡也。”意思是指干寶認為司馬氏是以陰謀取天下，得位不正。
今日我们虽然把《搜神记》当作中国志怪小说的鼻祖，但在当时，干宝以史家的态度认真来写，读者以读史书的态度认真来看，谁也不觉得这只是打发时间的鬼怪小说。

## 成書背景
干宝官至晉朝散骑常侍。据记载其年轻时父亲去世，其母親善妒，在埋葬他父亲时趁机将他父亲的妾推入棺材活埋。过了十年，他母亲去世，和他父亲合葬，开棺后发现他父亲的妾伏在他的父亲之尸体上，而且尚有体温，將其救回家后又活了数年。另外据说他的兄长也是死後“气绝数日”之後又活过来了。因而引起他对鬼神事的兴趣，從而写出这部《搜神记》。

## 著名篇章
- 〈干將莫邪〉、〈吳王小女〉、〈李寄斬蛇〉、〈韓憑夫婦〉等篇都是情節曲折，人物個性鮮明的作品。
- 卷十三〈由拳老嫗〉及卷二十〈古巢老嫗〉則是當時流傳民間的地方傳說。
  - 東海孝婦以往被認為來自搜神記，但實際上是來自《漢書》

## 篇名
《搜神記》久佚，其篇名已不可得知，可考者有〈神化〉、〈感應〉、〈妖怪〉、〈變化〉四篇，李劍國《新輯搜神記》中，認為或許還有〈更生〉一篇。

## 對後世影響
如果以十分正式的小說概念來看《搜神記》所記載的故事，這些都只是一些不成熟的雛型。然而這些故事對於未來唐人傳奇及元代的戲曲都有很深刻的啟發。
《搜神記》记载的部分志怪，有的被后来发扬，演变成戏剧、小说等的题材，如《三国演义》中的“左慈戏曹操”、“孙策杀于吉”，部分“廿四孝”的故事，關於彭祖長壽，葛永成仙，南海鲛人，神农架野人，相思樹的故事，成语“含沙射影”的由来，“黄粱一夢”的故事，皆源自於《搜神记》。鲁迅所写的《故事新编》中的眉间尺和嫦娥奔月基本上也受到《搜神記》的影響。

## 版本
- 寶原撰《搜神记》有30卷，流传至今只有輯本20卷，464篇故事。
- 坊間的《搜神記》並非原始的完整版本，原本多散佚，後人再從《北堂书钞》、《艺文类聚》、《太平御览》、《法苑珠林》等书辑录而成的，才成為今天所見的二十卷本《搜神記》。
- 寶的《搜神記》名氣太大，除了歷代輾轉傳鈔之外，連襲用書名的情況也屢見不鮮，同樣叫做「搜神」的至少就有陶潛《搜神後記》、北魏曇永《搜神論》、唐代句道興《搜神記》、宋代的《搜神總記》、元刊《新編連相搜神廣記》、明代羅懋登六卷本《搜神記》、焦璐《搜神錄》（即《窮神秘苑》），明代還有一個八卷本《搜神記》。干寶的《搜神記》原書似乎在宋元間就已散佚了。
- 《隋书·经籍志》載（晋）陶潛撰《搜神後記》十卷，是後人伪托。
- 《密册汇函》刻本。
- 《搜神记》另有日文译本。
- 汪紹楹的《搜神記校注》。
- 近人李劍國輯校的《新輯搜神記》30卷及《新輯後搜神記》10卷。
- 白話本有三民書局的《新譯搜神記》、台灣書房的《搜神記》。